# Висоцький Ігор Якович
Висо́цький І́гор Я́кович (10 вересня 1953 — 2 квітня 2023) — російський радянський боксер-важковаговик, майстер спорту міжнародного класу. Чемпіон СРСР 1978 року. Єдиний у світі боксер, що двічі перемагав триразового олімпійського чемпіона Теофіло Стівенсона. Один з трьох радянських боксерів (П. Заєв, Є. Горстков, І. Висоцький), які у 1978 році в Москві брали участь у показових боях з Мухаммедом Алі.

## Біографія
Народився 10 вересня 1953 року в селищі Ягодне Магаданської області. Дитячі роки провів у Магадані. Його батько також займався боксом, тому й привів сина до спортивної секції.
На великому ринзі І. Висоцький дебютував у 1971 році на юніорському чемпіонаті ЦС «Труд» в Алма-Аті. Під час змагань Висоцький за очками переміг чемпіона СРСР Володимира Волкова. З того часу його почали запрошувати на збори.
Кар'єра І. Висоцького розвивалась динамічно: у 1971 році він посів 3-є місце на молодіжному чемпіонаті СРСР, у 1972 році — друге місце, а у 1973 році стає чемпіоном СРСР серед юніорів.
Влітку 1973 року у фіналі міжнародного боксерського турніру Giraldo Cordova Cardin в Гавані Ігор Висоцький зустрівся з олімпійським чемпіоном 1972 року кубінцем Теофіло Стівенсоном. За одностайним рішенням суддів перемогу отримав Висоцький.
Удруге боксери зустрілись у квітні 1976 року на міжнародному турнірі у Мінську. Цього разу Висоцький отримав дострокову перемогу, відправивши Стівенсона у нокаут у третьому раунді (до цього було два нокдауни).
У 1974 році Висоцький поступається Євгену Горсткову.
У 1975 році на традиційній зустрічі боксерів СРСР-США Ігор Висоцький нокаутував лідера американської збірної Джиммі Кларка.
На чемпіонаті СРСР 1978 року І. Висоцький у фіналі перемагає Михайла Суботіна й вперше і востаннє стає чемпіоном СРСР. Того ж року на чемпіонаті світу він сенсаційно програє французькому боксерові.
У олімпійському 1980 році на чемпіонаті СРСР Висоцький знову поступається своєму одвічному суперникові Євгену Горсткову. Після цього у віці 27 років полишає ринг.
У 1999 році Ігор Висоцький створює у підмосковних Митищах боксерський клуб. Нині він — президент федерації боксу Московської області.
2006 року вийшов серіал «Громови», де Ігор Висоцький зіграв роль тренера з боксу Лукича.

## Родина
Батько — Яків Антонович Висоцький, балтієць, що під час німецько-радянської війни потрапив у полон. Після війни засланий на вільне поселення до Магадану. Там він познайомився з Меетою Йоганівною Суве, естонкою, що не знала жодного слова російською і теж була вислана до Магадану.
Ігор Висоцький має двох сестер.